# Mondfleckglucke
Die Mondfleckglucke (Cosmotriche lobulina), gelegentlich auch als Nadelwald-Mondfleckspinner oder Kienbaumspinner bezeichnet, ist ein Schmetterling (Nachtfalter) aus der Familie der Glucken (Lasiocampidae).

## Merkmale

### Imago
Die Geschlechter unterscheiden sich in der Größe und erreichen eine Flügelspannweite von 32 bis 38 Millimetern bei den Männchen bzw. 38 bis 46 Millimetern bei den Weibchen. Typisch und namensgebend für die Art ist ein großer, weißer, halbmondförmiger Diskalfleck auf den Vorderflügeln. Zwei gezackte Wellenlinien begrenzen das Diskalfeld. Bezüglich der Färbung gibt es eine große Variationsbreite. Die graue Form (f. lunigera), Esper 1784, wurde weitestgehend von Formen mit unterschiedlichen Verdunkelungsgraden verdrängt, wobei folgende zu nennen sind:

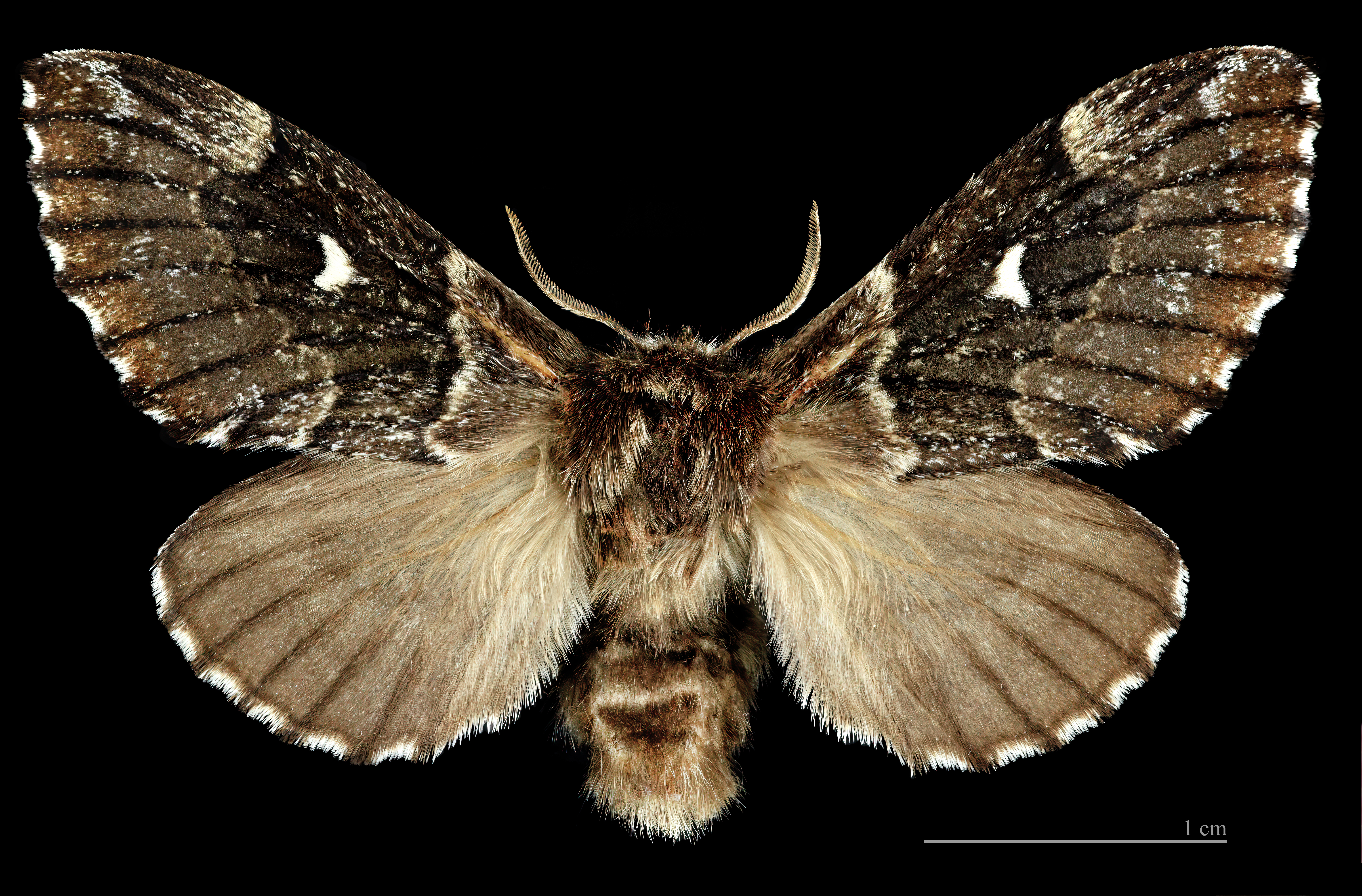
♂
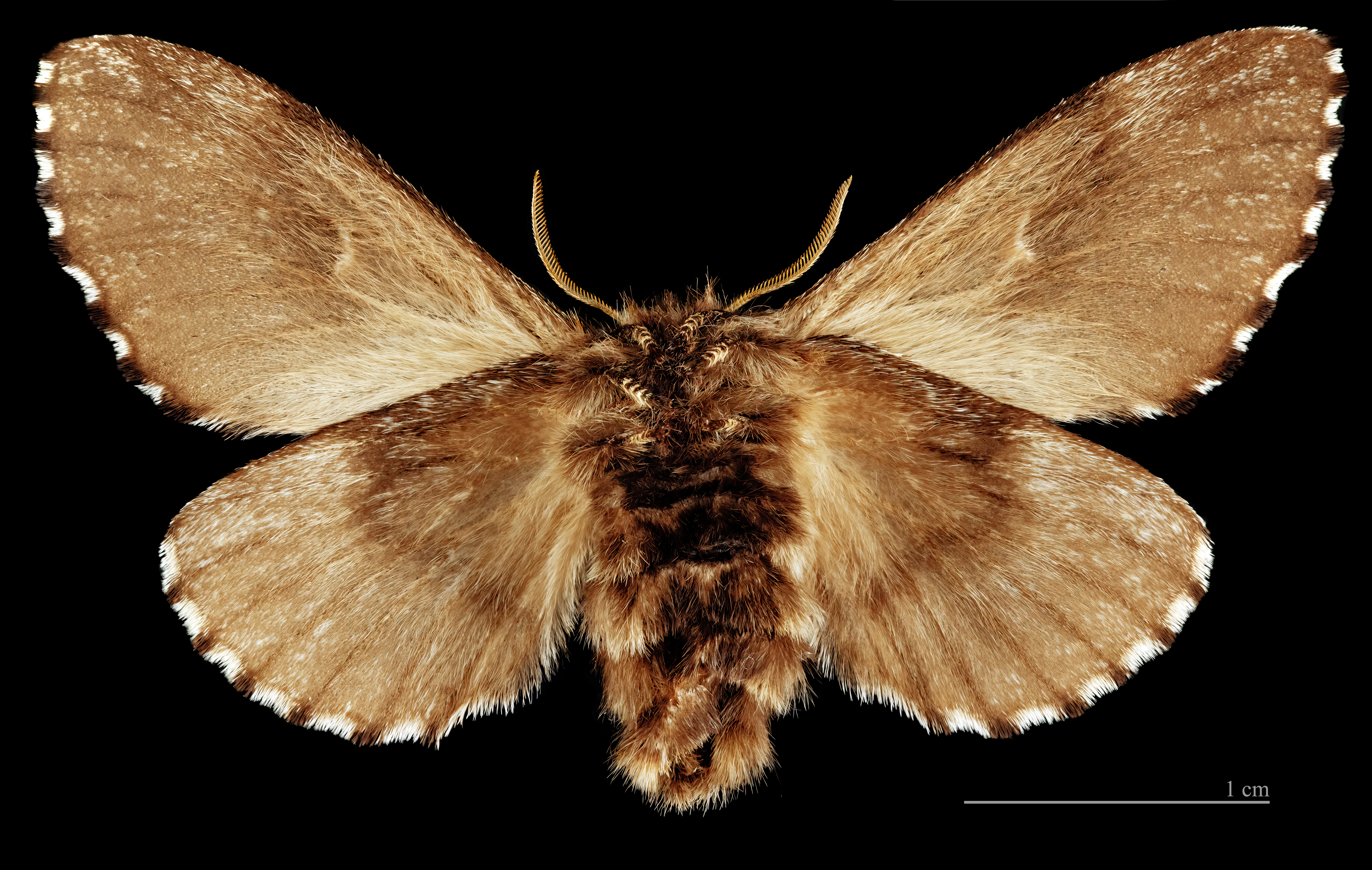
♂ △

- f. lobulina, Esper 1789, mit schwarzer Grundfarbe, unterschiedlicher bis fast fehlender Bindenzeichnung, grauer Schuppeneinsprengung im Vorderflügel und tiefschwarzem Körper
- f. intermedia, Rebel 1910, mit lediglich schwarzem Mittelfeld im Vorderflügel
- f. cerberus, Daniel 1952, bezeichnet völlig verschwärzte Falter ohne erkennbare Zeichnungselemente, bis auf den weißen Diskalfleck
- f. marginata, Bergmann 1953, beschreibt Falter mit weißlich aufgehelltem Saumfeld

### Ei
Das Ei ist groß, länglich rund und weißlichblaugrün gefärbt. An jedem Pol befindet sich ein dunkler Fleck.

### Raupe
Die Raupen sind blauschwarz oder blaugrau mit unregelmäßigen gelben oder weißen Rückenflecken. Am Rücken befinden sich bürstenartig schwarz behaarte Flecken. Die seitliche Behaarung ist lang und weich. Der Kopf ist blauschwarz.

### Puppe
Die Puppe ist gelbgrau mit stumpfem Kremaster ohne Borsten.

## Synonyme
- Cosmotriche lunigera
- Selenephera lunigera[3]

## Vorkommen
Die Verbreitung der Art erstreckt sich von Europa bis Ostasien. Sie bevorzugt sonnige Waldränder und Schneisen in Fichtenwäldern. In den Alpen ist sie bis auf 1200 Meter Seehöhe zu finden.

## Lebensweise
Die Falter sind nachtaktiv und fliegen gern künstliche Lichtquellen an.
Die Weibchen legen die Eier meist einzeln an den Zweigen der Nahrungspflanzen ab. Die Raupen überwintern entweder im Jugendstadium oder nahezu erwachsen, je nachdem ob sie von Frühsommer- oder Spätsommerfaltern abstammen. Die Verpuppung erfolgt in einem flachen, gelbbraunen oder schmutziggrauen, mit Haaren durchsetzten Gespinst in Rindenspalten oder Astgabeln.

### Flug- und Raupenzeiten
Die Falter fliegen im Mai und Juni sowie im Juli und August anscheinend in zwei voneinander unterschiedlichen Stämmen. Je nach Region, klimatischen Verhältnissen oder Höhenlage können aber auch abweichende Flugperioden festgestellt werde. Die Raupen sind in den folgenden Monaten zu finden: Stamm 1 von Juni bis zum April des folgenden Jahres und Stamm 2 von September bis zum Juni des folgenden Jahres. Weitere Beobachtungen sowohl bei den Imagines als auch bei den Präimaginalstadien sind notwendig, um noch offene Fragen nach den biologischen Unterschieden der Mondfleckglucke zu klären.

### Nahrung der Raupen
Die Raupen ernähren sich bevorzugt von den Nadeln von Kiefern (Pinus), Fichten (Picea) und Tannen (Abies).

## Gefährdung und Schutz
In Deutschland ist die Mondfleckglucke verbreitet und meist lokal anzutreffen. Eine Aufnahme in die Rote Liste gefährdeter Arten ist nicht dringlich.
In Gebieten, in denen Verunreinigungen der Luft durch Staub und Ruß festgestellt wurden, werden nicht nur die Koniferen geschädigt, es gehen auch viele Raupen der Mondfleckglucke ein, die solchermaßen kontaminierte Nahrung zu sich nehmen.